# Gejza Dusík
Gejza Dusík (1. dubna 1907 Zavar – 6. května 1988 ok) byl slovenský hudební skladatel. Patří mezi průkopníky slovenské populární hudby. Společně s Pavlem Braxatorisem a Františkem Krištofem Veselým patří mezi spoluzakladatele slovenské operety.

## Stručný životopis
Gejza Dusík je spolutvůrcem dějin slovenského hudebního umění, spolu se svými generačními druhy Alexandrem Moyzesem, Eugenem Suchoněm a Jánem Cikkerem. Ačkoliv působil na poli zábavních hudebních žánrů, jeho vklad do soudobé hudební moderny, zde zejména jako tvůrce slovenské národní operety, je velmi významný.
Po maturitě v roce 1928 absolvoval čtyři semestry na Lékařské fakultě Univerzity Komenského v Bratislavě. Nicméně už v době svých středoškolských studií byl autorem většího počtu oblíbených tanečních písniček. Studia medicíny záhy zanechal, a rozhodl se věnovat jenom hudbě. Odešel studovat na Novou vídeňskou konzervatoř (Neues Wiener Konservatorium) skladbu u profesora Eugena Zádora, studoval zde v letech 1932–1936. Už v roce 1935, tedy ještě před svým absolutoriem na konzervatoři, měla v Slovenském národním divadle v Bratislavě premiéru jeho první opereta Tisíc metrů lásky. Napsal ji na námět dobové veselohry Emanuela Brožíka, na textech spolupracoval Juraj Haluzický.
V roce 1939 začal působit v Slovenskom autorskom zväze, který se později přejmenoval na Slovenský ochranný zväz autorský (SOZA). Mezi roky 1942–1948 založil a i řídil vlastní hudební vydavatelství. V roce 1945 delegace SAS – Slovenský autorský svaz (od roku 1968 SOZA – Slovenský ochranný zväz autorský) v zoskupení Ján Cikker, Gejza Dusík, Iľja Jozef Marko a Pavol Čády podepsali s OSA (Ochranný svaz autorský) – s českým svazem – spolupráci mezi oběma autorskými svazy. V roce 1949 se stal ředitelem zväzu a tuto funkci zastával do roku 1974.
Gejza Dusík je autorem asi 250 tanečních písní, hudebních komedií a operet. Celkem napsal dvanáct operet, z nich do roku 1945 byla vůbec nejpopulárnější opereta Modrá růže na libreto Pavla Braxatorise. Socialistické umění operetu dlouho odmítalo jako podivný buržoazní přežitek. Byl to však právě skladatel Gejza Dusík a jeho dlouholetý věrný libretista Pavol Braxatoris, kteří na jevišti Nové scény oživili tradici operety v roce 1954 představením Zlatá rybka.

## Ocenění
- 1964 cena Mikuláša Schneidra – Trnavského za operetu Karneval na Rio Grande
- 1965 titul zasloužilý umělec
- 1988 titul národní umělec
- 31. srpen 2007 Rad Ľudovíta Štúra I. triedy – in memoriam za mimořádné významné zásluhy o rozvoj kultury a hudebního umění

## Operety
- 1935 Tisíc metrov lásky (libreto: Emanuel Brožík)
- 1938 Keď rozkvitne máj (libreto: Pavol Braxatoris)
- 1939 Modrá ruža (libreto: Pavol Braxatoris)
- 1940 Pod cudzou vlajkou (libreto: Celo Radványi, Otto Kaušitz)
- 1941 Turecký tabak (libreto: Otto Kaušitz)
- 1943 Osudný valčík (libreto: Otto Kaušitz)
- 1944 Tajomný prsteň (libreto: Pavol Braxatoris)
- 1954 Zlatá rybka (libreto: Pavol Braxatoris)
- 1956 Hrnčiarsky bál (libreto: Pavol Braxatoris)
- 1963 Karneval na Rio Grande (libreto: Pavol Braxatoris)
- 1965 Dvorná lóža (libreto: Jarko Elen na text hry J. M. Crawforda)
- 1971 To by bola láska (libreto: Pavol Braxatoris)
- 1980 Víno pre Marínu

## Symfonická díla
- 1934 Myra
- 1936 Ružová nálada, intermezzo
- 1936 Spomienka na Piešťany
- 1937 Na vlnách Dunaja
- 1947 Fantázia z operety Tajomný prsteň
- 1949 Idylické obrázky
- 1949 Koncertný valčík
- 1951 Našim rekreantom
- 1951 Z melódie do melódie
- 1953 Rapsódia
- 1956 Obrázky z Trenčianskych Teplíc
- 1965 Podvečerná idyla
- 1971 Nedeľa na dedine
- 1971 Harmónia

## Komorní skladby
- 1975 Slávnostná suita
- 1977 Reminiscencie
- 1977 Slovenská rapsódia